# Brunkul (film)
Brunkul er en film instrueret af Bjarne Henning-Jensen efter eget manuskript.

## Handling
Kl. 6 begynder arbejdet i brunkulslejerne. Arbejderne sænkes ned i dybet med kran. 15 m sand dækker kullene. Sandet graves bort og fjernes på trillebør. Kul graves med gravemaskine. Sortering af kul efter størrelse i 3 kategorier. Der arbejdes 16 timer i døgnet, i to hold. Frokostpause. Tipvogne og lokomotiver. Hestevogne kører kul til jernbanen. Kultog.